# Biltong

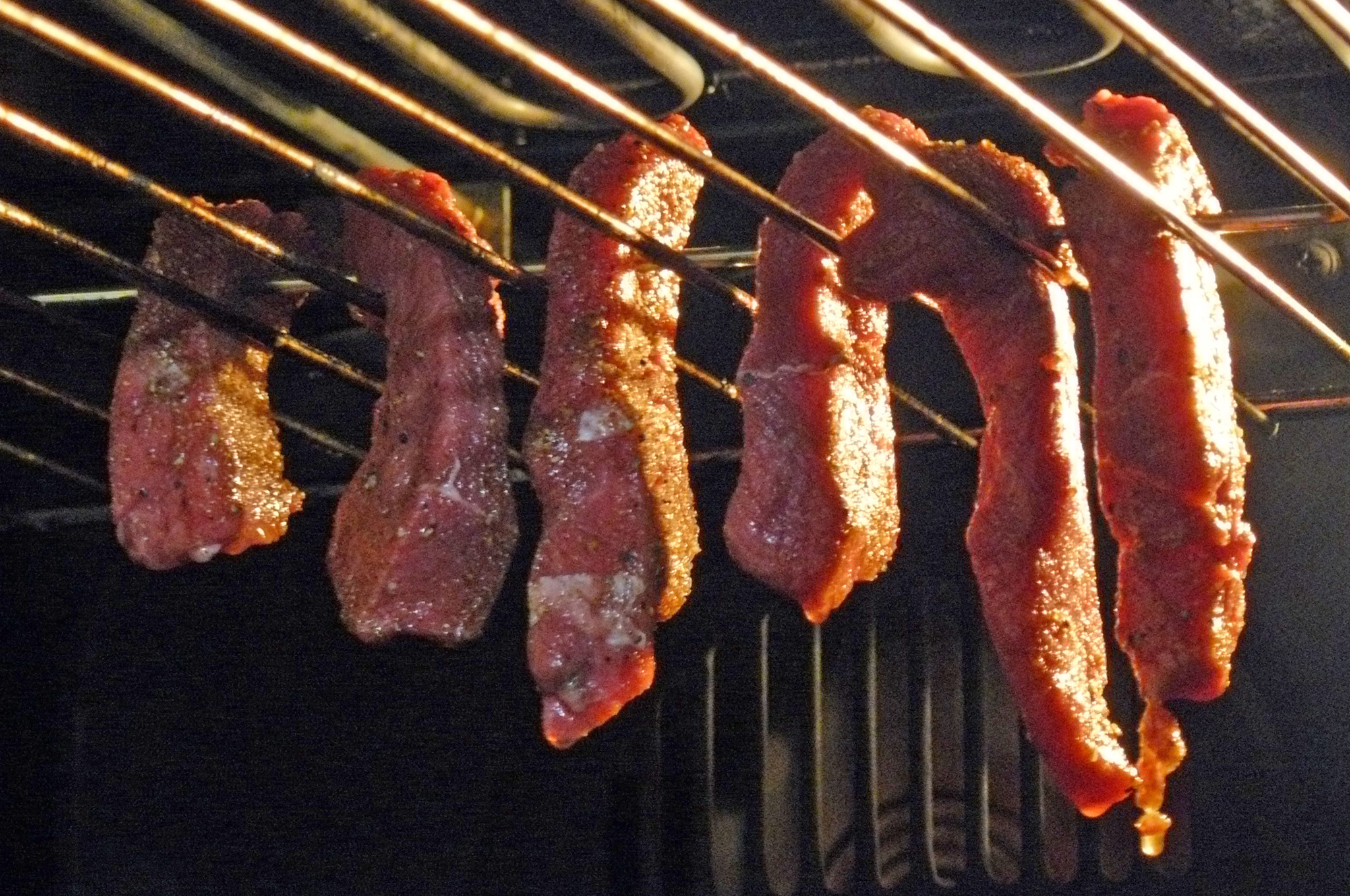
Biltong zum Schnelltrocknen an einen elektrischen Ofen gehängt

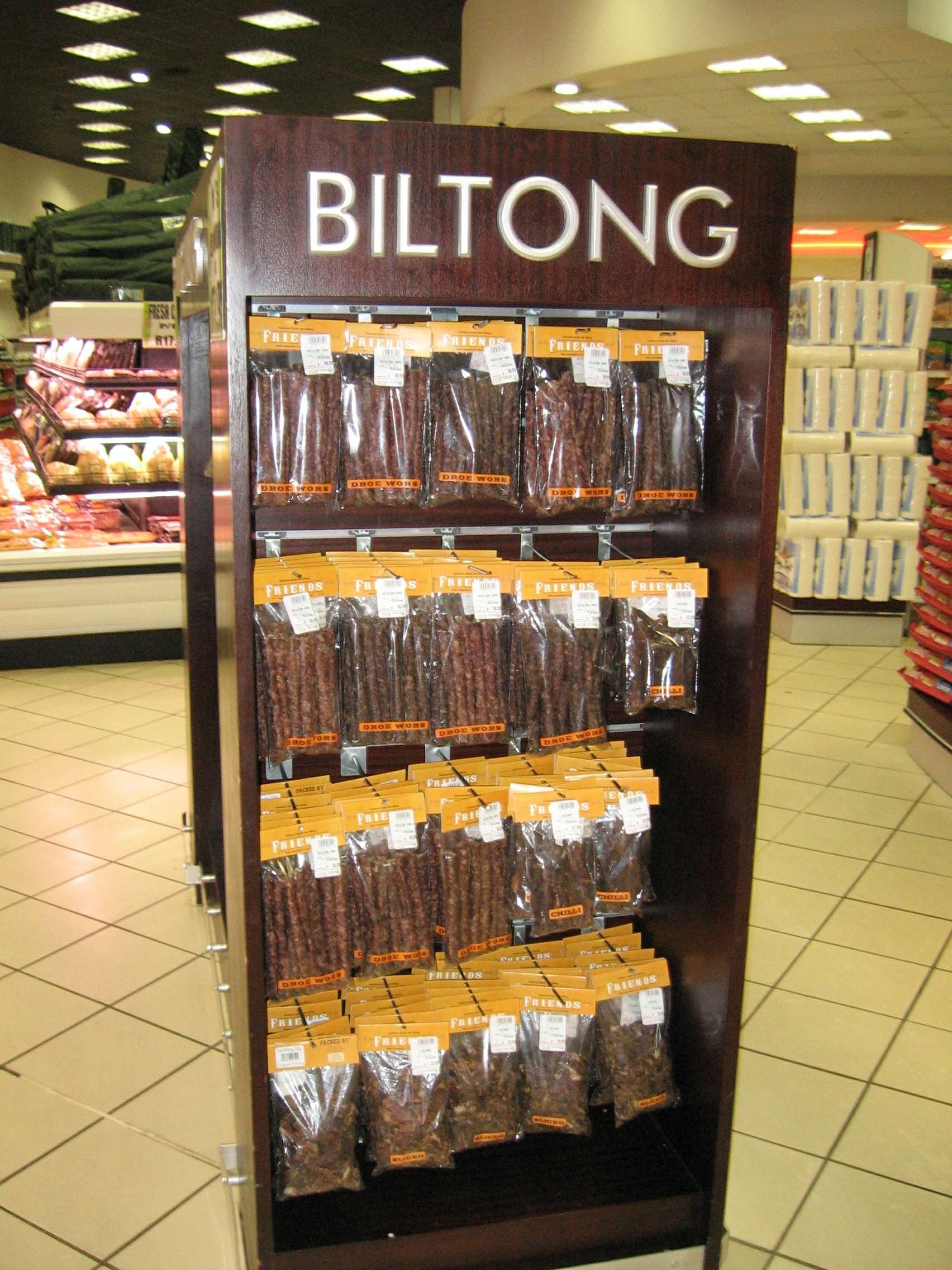
Biltong in einem Supermarkt in Johannesburg

Biltong (von niederländisch bil ‚Keule‘ und tong ‚Zunge‘) ist ein Trockenfleisch der südafrikanischen und namibischen Küche. Es besteht aus luftgetrocknetem Rindfleisch oder Wildfleisch.

## Herstellung
Für die Herstellung von Biltong wird häufig Rindfleisch verwendet – jedoch ist es vor allem auch in Namibia üblich, auch Fleisch vom Strauß, Kudu, Springbock, Elenantilope, Spießbock und anderen Wildtieren zu nutzen.
Das Fleisch wird in Streifen geschnitten, mit Essig beträufelt und zugedeckt 6 bis 8 Stunden kaltgestellt, anschließend mit einer Würzmischung aus braunem Zucker, Pökelsalz, Koriander und Pfeffer eingerieben. Hängend wird das Fleisch dann ein bis zwei Wochen luftgetrocknet, bis es halb getrocknet ist und 40 bis 50 % seines Gewichts verloren hat. Danach wird es in Wachspapier eingewickelt und kühl aufbewahrt.
Halb getrocknet ist Biltong drei Wochen haltbar, voll getrocknet etwa zwei Jahre. Die Herstellung von Biltong in Regionen ohne trockene Luft ist mit Hilfe einer „Biltong-Box“ möglich, einer beheizten und belüfteten Kiste, in der das Fleisch zum Trocknen aufgehängt wird.
Eine einfachere Methode der Biltong-Herstellung wurde traditionell für Wild angewandt, vor allem bei Zebrafleisch. Das in Streifen geschnittene Fleisch wurde mit Salz eingerieben und dann an der Sonne getrocknet, bis es steinhart war. Dieses Fleisch musste dann vor dem Verzehr in kleine Stücke geschnitten und weich geklopft werden.
Laut lokaler südafrikanischer Überlieferung wurde Biltong ursprünglich im 17. Jahrhundert von niederländischen Pionieren hergestellt, die große Streifen rohen Fleisches unter die Pferdesättel legten, um das Fleisch mit dem salzigen Schweiß der Pferde zu trocknen. Der Pferdeschweiß konservierte das Fleisch und machte es durch die Stöße beim Reiten gleichzeitig zart. Dieser „Trocknungsprozess“ trug dazu bei, eine zuverlässige und reichhaltige Proteinquelle bereitzustellen, die monatelang haltbar war.
Es gibt keine gesetzliche Definition zu den physikalisch-chemischen Eigenschaften von Biltong. Wissenschaftliche Studien zu kommerziell hergestelltem Biltong stammen größtenteils aus den 1970er bis 1980er Jahren, mit Ausnahme einer Studie von 2014, die an 11 Proben durchgeführt wurde. Diese ergaben einen Feuchtigkeitsgehalt zwischen 10 und 50 %, mit einem aw-Wert zwischen 0,54 und 0,89, wobei eine Probe bei 0,93 angegeben wurde. Der Salzgehalt kann zwischen 2 und 11 % liegen, meistens ergibt sich aber ein Endsalzgehalt von 4 bis 8 %.

## Sonstiges
2013 deckte eine von der Universität des Westkaps durchgeführte Studie auf, dass bis zu 90 % der in Südafrika als Wildbret-Biltong hergestellten und dementsprechend deklarierten Ware neben der auf der Verpackung angegebenen Spezies auch Fleisch von anderen Tieren wie z. B. Pferd, Giraffe, Schwein und Känguru enthielt. Eine Probe enthielt darüber hinaus Fleisch des vom Aussterben bedrohten Bergzebras. Demgegenüber bestanden aber sämtliche als Rindfleisch-Biltong deklarierten Produkte tatsächlich nur aus Rindfleisch. Seit 2010 darf Biltong auch von den EU-Ländern importiert werden.

Biltong
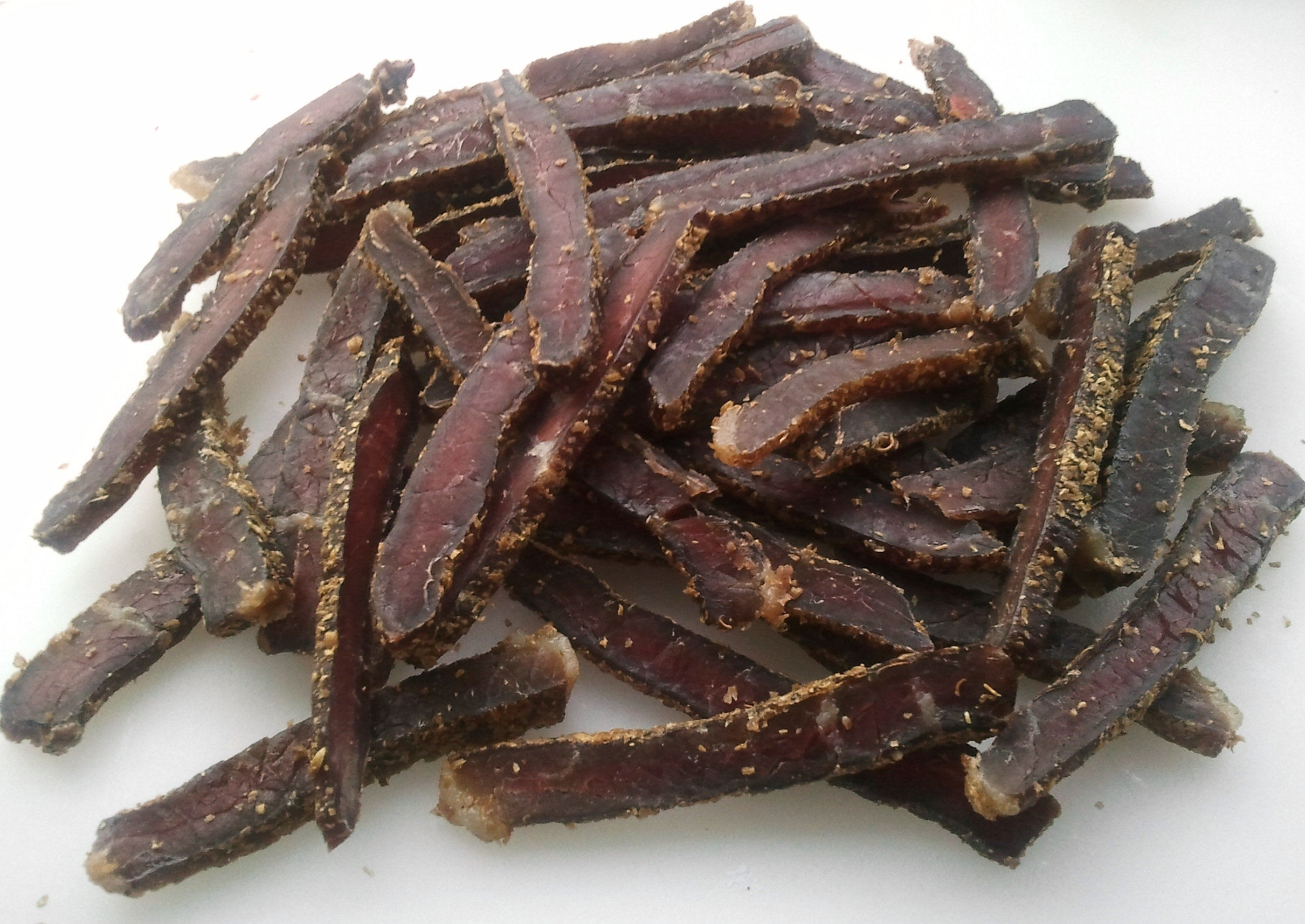
Getrocknetes Biltong
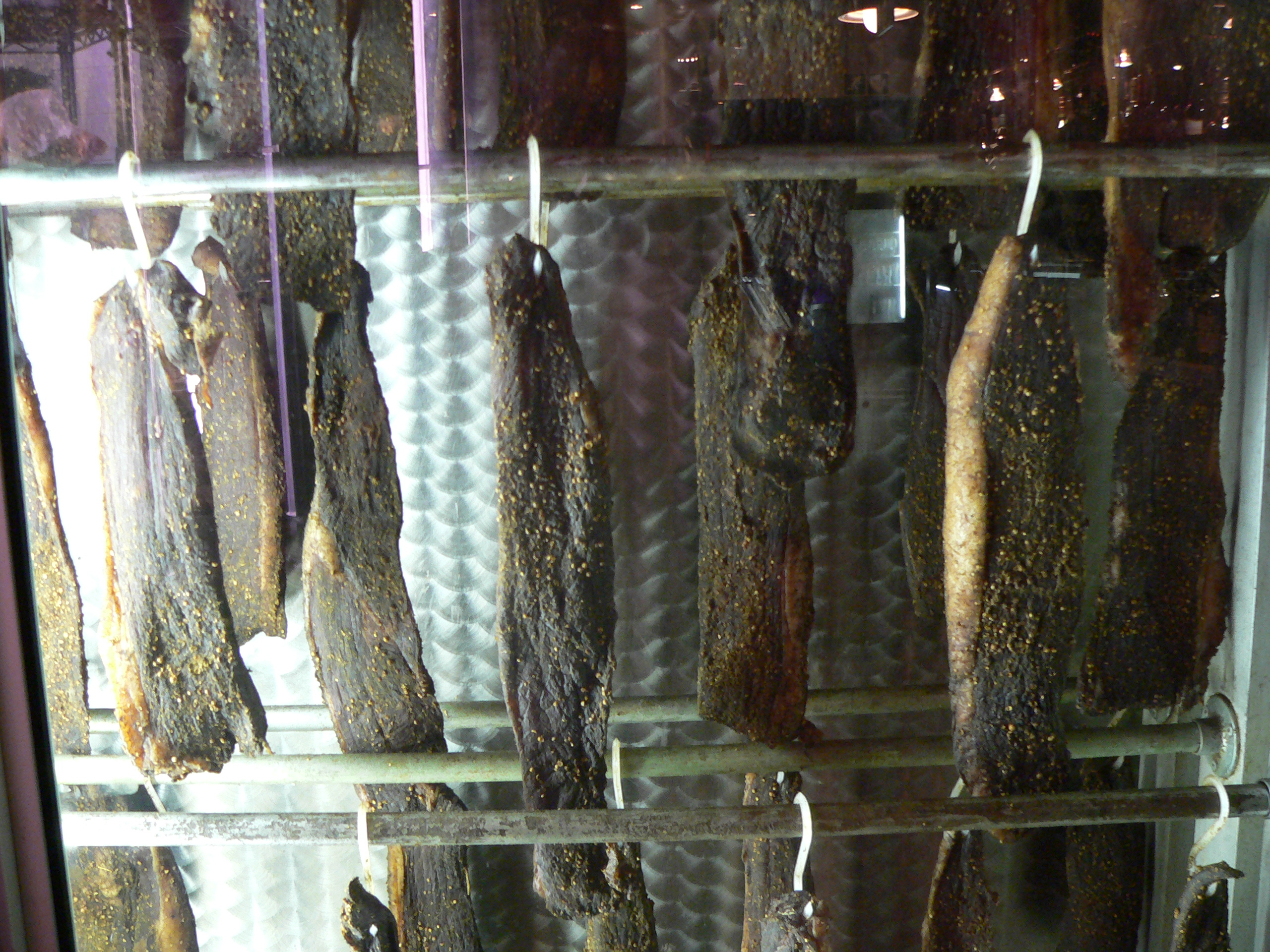
Biltong in der Trockenvitrine
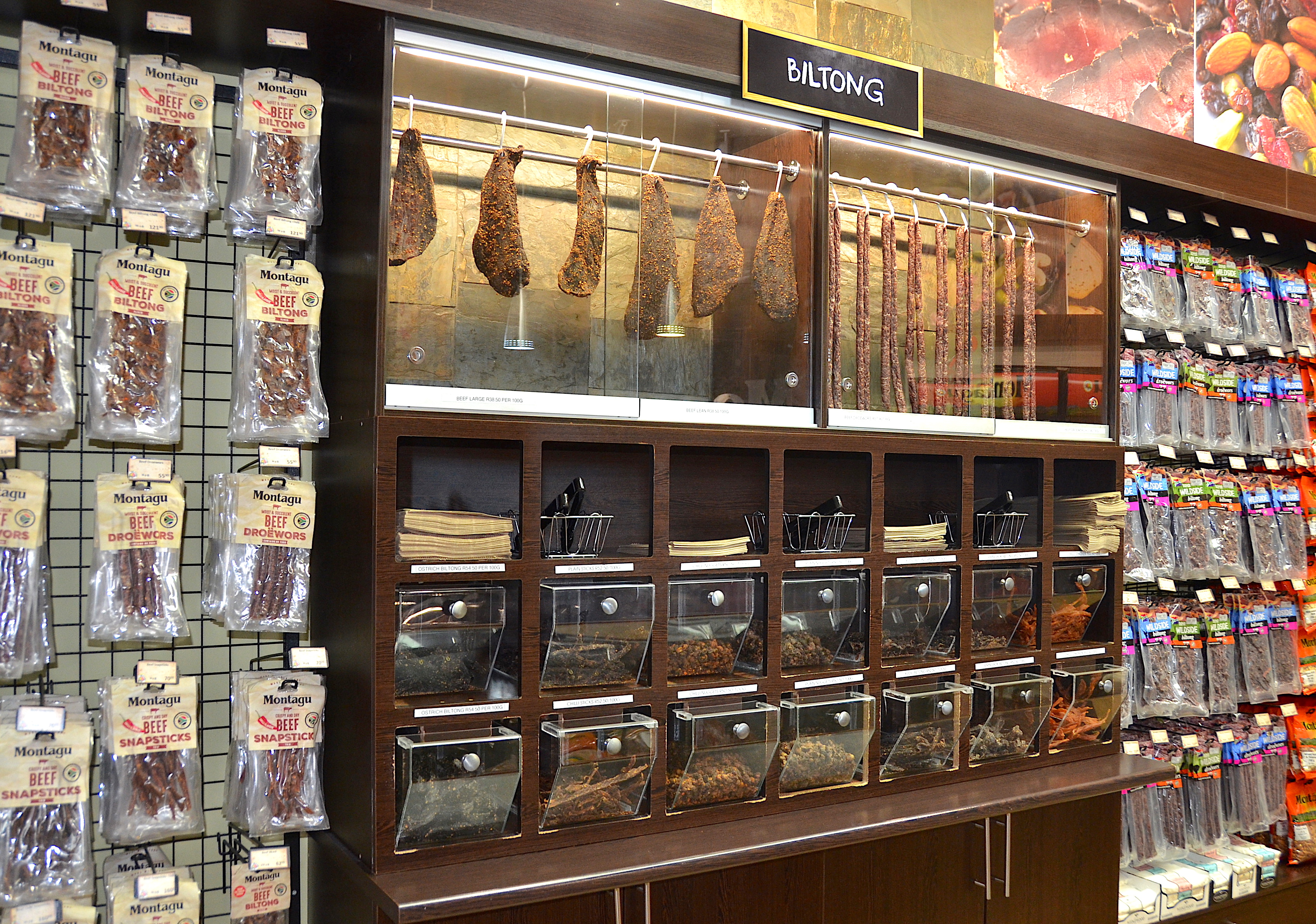
Biltong in verschiedenen Varianten